# 久原財閥
久原財閥 （くはらざいばつ）は、久原房之助が設立した財閥で、阪神財閥の1つ。日立鉱山開発の中心であった。
後に久原家は一切を鮎川義介に委ね、実業界から退いた。久原鉱業株式会社は日本産業株式会社に改組され、後の日産コンツェルンの源流となった。
その鉱業部門は日本鉱業株式会社として独立し、後の新日鉱ホールディングスを形成した。

## 鉱業家の誕生
久原房之助は後に藤田財閥を開いた藤田伝三郎の実兄にしてその共同経営者であった久原庄三郎の子として生まれた。1889年（明治22年）12月、慶應義塾予科を卒業し、3、4ヶ月休息ののち、貿易商森村市左衛門の森村組神戸支店に入社する。入社1年でニューヨーク支店駐在員を命じられるが、渡航直前、井上馨がこの赴任に反対し、森村組を退社する。当時日本経済は恐慌に見舞われ、米騒動、ストライキの続発、事業熱、株式投機ブームの退潮などが相次ぎ、藤田組が経営の難関にさしかかっていた時期で、藤田三兄弟の相続人のひとりが他企業にあってしかも渡米するなどもってのほかということだった。
藤田組に入社した房之助は小坂鉱山に赴任した。1900年（明治33年）には小坂鉱山所長に就任。1905年（明治38年）3月、房之助は父庄三郎が隠居したので家督を相続、藤田組の取締役に就任。同年12月10日に藤田組を退社し、翌11日に、茨城県多賀郡日立村赤沢銅山の買山契約を締結した。資金は、井上馨の助けで、当時の三井銀行常務取締役筆頭・池田成彬や大阪鴻池銀行からの融資をとりつける。同年12月26日、久原は赤沢銅山を所在地日立村の地名をそのままとって、「日立鉱山」と改称した。そして、従来の操業方法の近代化、機械化につとめ掘削方式を一新、科学的近代技術と機械の導入で能率の向上をはかった。39年には小坂時代の経験を生かし水力を利用した発電所を起工、40年には熔鉱炉の火入れを行った。1908年（明治41年）11月、製錬場の操業が始められた。37年から41年までの産銅量は、138トン、246トン、260トン、787トン、1,872トンと順調に増え続けた。

## 久原鉱業の設立

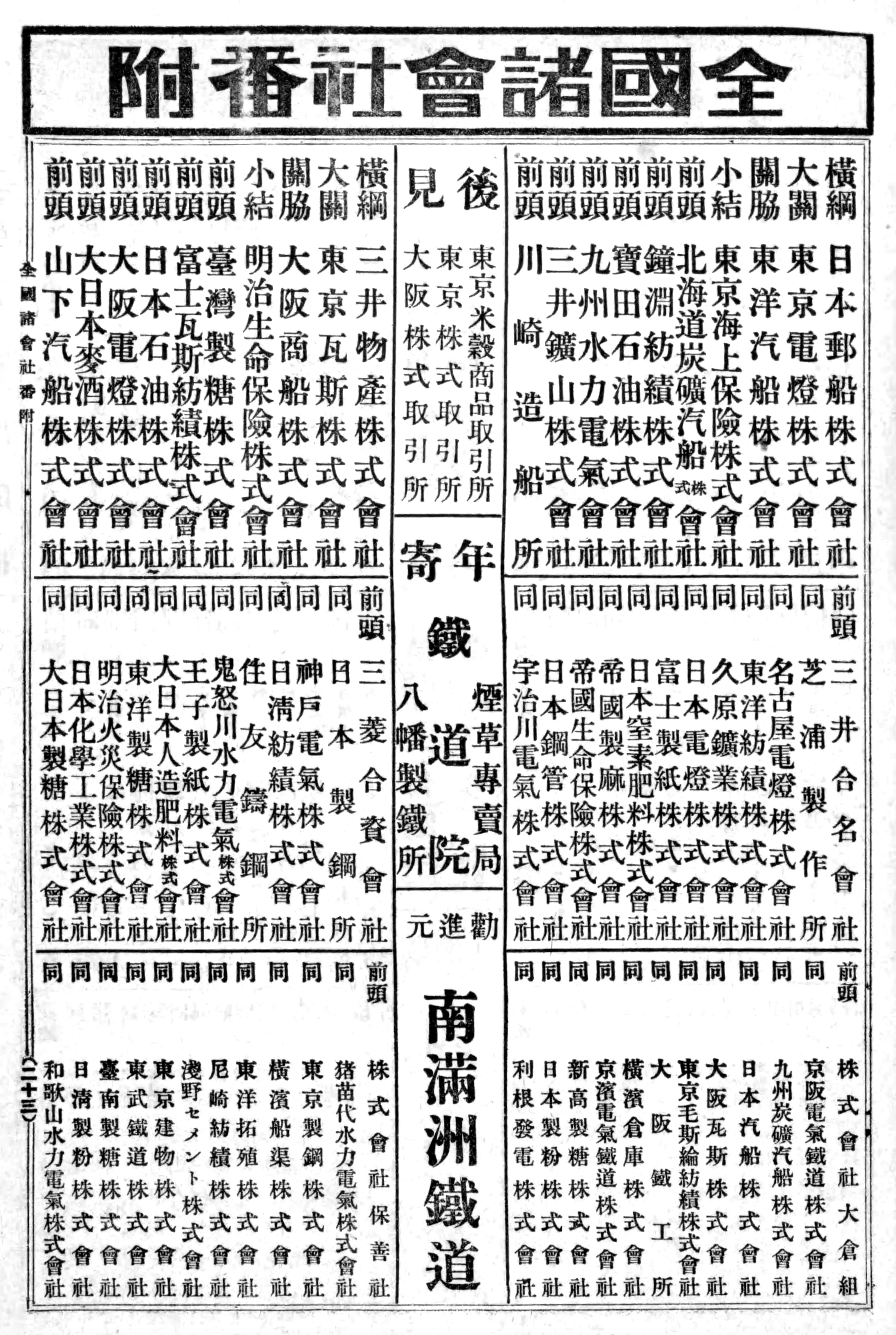
全国諸会社番付(大正12年)。前頭二段目に入る。

1912年（大正元年）9月18日、久原鉱業所を久原鉱業株式会社とし、近代的経営組織とした。資本金1千万円、本社は大阪市中之島。従業員は社員443名、鉱員3,185名の合計3628名であった。
その事業目的は、
一、鉱業、
二、鉱業に関係ある化学工業、
三、機械製作業、
四、電気事業、
五、農林業、
六、以上の事業に関する他人との共同経営、となっていた。また役員としては、社長に久原房之助、取締役に斉藤幾太・鮎川義介、監査役に藤田小太郎・田村市郎が名を連ねた。
1914年（大正3年）、第一次世界大戦勃発によって日本経済は好況に転じ、特に日本の鉱工業部門はアメリカに次ぐ繁栄を呈した。房之助はこの機を逃さず、久原鉱業の拡充をはかる。金属鉱物資源にとどまらず、石油・石炭資源の開発にも積極的に臨んだ。大戦の長期化を見越して、1917年（大正6年）には北海道・秋田県・新潟県の各二地区において掘削を開始させ、うち三坑において成功の端緒をつかんだ。また、のちの1935年（昭和10年）3月に日本の採油史上特筆すべき大噴油を見ることとなる秋田県雄物川油田の開坑も、第一次大戦期の1916年（大正5年）に初めて行われた。
また同社は、1914年以降5年間に亘り中国・ボルネオ・シベリア・マレー・インドシナ・フィリピン・朝鮮・樺太・台湾において資源調査を行った。1916年2月には、資源調査の前進基地としてシンガポールに事務所を設け、各地の鉄鉱石等の資源の有望性を見出し、その開発と事業化を図った。
なお、この南方開発には大正政界に隠然たる勢力を有していた田健治郎が関わっていたとされる。田は1916年に寺内正毅内閣の逓信大臣に就任し、久原は彼に大正末年まで政治資金を援助した。このように、久原のアジア進出は、各地での利権獲得等のみならず、数多くの内外要人との親交を深めることとなり、それがのちの政界転身への基盤となる。
1916年8月、房之助は、アメリカのUSスチール社長ジャッジ・ゲーリーを住吉にある本邸に招き、日米合弁の製鉄事業計画を進めようともちかけた。この計画は、翌々年の房之助の渡米によって具体的になる。
またこのころ房之助は、上記合併事業とは別に、山口県下松において、一大工業都市を建設しようとする計画を秘めていた。住吉本邸でのゲーリーらとの会談において、合併事業とあわせて、下松での計画を説明している。
この「下松計画」は、一口でいえば世界的大工業都市の建設である。その内容は、都濃郡下松町と太華村（現在の周南市櫛浜）の両町村にわたる沿岸を利用して、各地の工場の計画を統一し、一大工場を設け、職工および家族その他18万人を収容すべき土地を開くという大計画であった。その規模は、5カ町村・約160万坪に亘っていた。
さらに具体的には、第一期工事において下松町東南部約30万坪に造船工場を建設し、次いで第二期工事において、下松町東部から栗屋川に至る約60万坪に船渠及び製鉄工場、さらには社宅・娯楽場・学校などを建設し、その用地確保等のために海岸の埋め立てを行う、という計画であった。その後2ヶ月ほどして実際に買収された用地は約220万坪に及んだ。
房之助はこの構想の実現のためにアメリカにも技術者や専門家を多数派遣し、工業用電力を確保するため電力会社を買収し、土地買収代金の支払いにあてる地方金融の中心となるであろう銀行の買収も行った。これがのちの山口銀行である。ところがこの計画は、アメリカの対外鉄鋼輸出禁止措置により資材不足となって、中止を余儀なくされることとなった。
また房之助は、1919年（大正8年）5月には共保生命保険の経営にも関わることとなる。同社はその創業当初、西本願寺の信徒が株式を保有していたが、1914年には経営権は本山に移った。ところが、本山の財政が逼迫したため内紛が起こり、かねてから母・文子の影響で浄土真宗への信仰が厚かった房之助に経営が委ねられた。同社はのちに東京生命保険相互会社となる。また生保事業ばかりでなく商事部門へも進出し、久原鉱業の売買部を分離独立させて久原商事株式会社（のち日鉱商事株式会社、現JX金属商事株式会社）も設立した。

## 久原王国の苦境
1918年（大正7年）11月1日、第一次世界大戦は終結した。房之助はこの報をハワイで知った。この大戦が終われば商売の方針を一変しなければならないと考えていた。一時的に景気は活況を呈したが、1920年（大正9年）3月15日、東京株式市場は大暴落、世界経済恐慌のあおりをうけ銀行の取り付け、会社の倒産があいつぎ、房之助も大恐慌の直撃をうける。久原鉱業は、大戦を契機に1920年下期から1922年（大正11年）下期まで連続無配、事業規模の縮小に追い込まれた。このときの合理化で休山は7鉱山におよび3製錬所は休止になった。さらに1923年（大正12年）9月1日、関東大震災がおこりさらに追い討ちをかけた。

## 政界進出
房之助は、1917年（大正6年）に腸チフスにかかり、生死をさまよったが、その大病以来、「自分の仕事は49歳で終わった」と言い、「自己的な欲も得ない、儲けや損に何の関心もなくなり、人生観が一変してしまった。後の余生はもっと貴いものの究明にささげたい」と1928年（昭和3年）2月、久原鉱業の経営を、義兄鮎川義介にゆだね、いっさいの関係事業との絶縁を声明、実業界から引退し政界に出ることを決意した。同年、第16回衆議院議員総選挙で初当選した久原は田中義一首相によって新人議員ながら逓信大臣に抜擢されて政治家として順調なスタートを切った。
一方、久原鉱業株式会社は日本産業株式会社と改称した。翌1929年、その鉱山部門が日本鉱業株式会社（後に新日鉱ホールディングス、現在のENEOSホールディングス）となった。これらは、後の日産コンツェルンへと発展していくことになる。